# Bedford SB

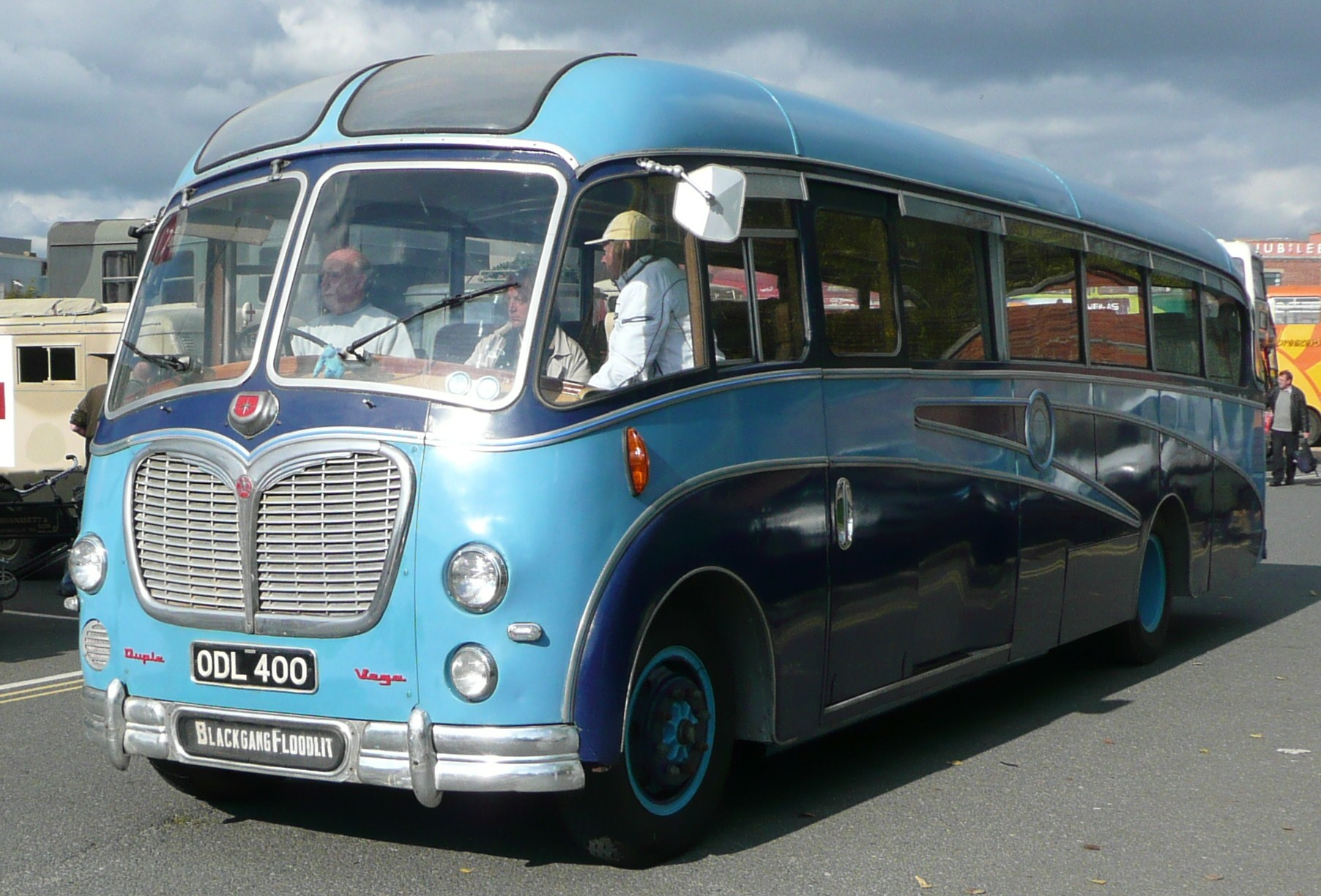
Bedford SB3 mit Vega-Aufbau von Duple

Der Name Bedford SB bezeichnet ein Omnibusfahrgestell des britischen Herstellers Bedford Vehicles. 1950 auf der Commercial Motor Show erstmals vorgestellt, ersetzte es den älteren Bedford OB. Es wurde bis 1987 hergestellt. Abgelöst wurde er durch die VA-Serie, wurde aber eine Zeit lang parallel zu dieser hergestellt.
Basis für den SB war das Fahrgestell des S-type, mit dem Bedford erstmals ein Chassis für die 7-t-Klasse entwickelt hatte. Auch als „Big Bedford“ bekannt, diente es unter anderem als Fahrgestell für den Lastkraftwagen Bedford RL.
Der SB (das B stand für Bus) war der erste Frontlenker von Bedford. Ursprünglich für Busse mit 33 Sitzplätzen konzipiert, war es das größte Chassis für Busse, das Bedford bis zu diesem Zeitpunkt entwickelt hatte. Der SB war auch das erste Chassis von Bedford, das mit verschiedenen Motorvarianten angeboten wurde.
Zum Einsatz kam ein manuell zu schaltendes, synchronisiertes Vierganggetriebe, ein Fünfganggetriebe war optional ab 1960 erhältlich. Normalerweise wurde ein Sechszylinder-Ottomotor mit einem Hubraum von 4,9 l eingebaut, Sechszylinder-Dieselmotoren wurden ebenfalls angeboten. Ab 1953 stand der Perkins R6 mit 5,6 l Hubraum zur Verfügung, ab 1957 wurde er durch einen Dieselmotor von Bedford mit 4,9 l Hubraum ersetzt. Der leistungsstärkere Leyland O.350 mit 5,8 l Hubraum wurde von den größeren Buslinienbetreibern bevorzugt. Ab 1962 wurde ein größerer Bedford-Dieselmotor mit 5,4 l Hubraum angeboten, ab 1963 der nochmals größere Leyland O.370 mit 6,1 l Hubraum.
Der Radstand des Fahrgestells betrug anfänglich 17 Fuß und 2 Zoll und wurde 1955 auf 18 Fuß angehoben. Die Aufbauten kamen vor allem von Duple, Marshall, Plaxton, Strachans, Thurgood, Willowbrook, Wright, Yeates, Harrington, Mulliner und Burlingham. Dabei ist vor allem der Super Vega bzw. Super Vista von Duple allgemein bekannt geworden. Gegenwärtig befinden sich noch einige Busse mit diesem Aufbau auf der Insel Malta im ÖPNV im Einsatz. Einige Fahrgestelle erhielten auch Spezialaufbauten, beispielsweise als fahrbare Bibliothek oder mobiles Kino.

## Varianten
| Bezeichnung  | Motor                                                     | Anmerkung                         |
| ------------ | --------------------------------------------------------- | --------------------------------- |
| SB, SBG, SB3 | Sechszylinder-Ottomotor mit 4,9 l Hubraum                 | General Motors-interner Kode: NFM |
| SBO          | Perkins R6-Sechszylinder-Dieselmotor mit 5,6 l Hubraum    |                                   |
| SB1          | Bedford-Sechszylinder-Dieselmotor mit 4,9 l Hubraum       |                                   |
| SB5          | Bedford-Sechszylinder-Dieselmotor mit 5,4 l Hubraum       | General Motors-interner Kode: NJM |
| SB8          | Leyland O.350-Sechszylinder-Dieselmotor mit 5,8 l Hubraum |                                   |
| SB13         | Leyland O.370-Sechszylinder-Dieselmotor mit 6,1 l Hubraum |                                   |

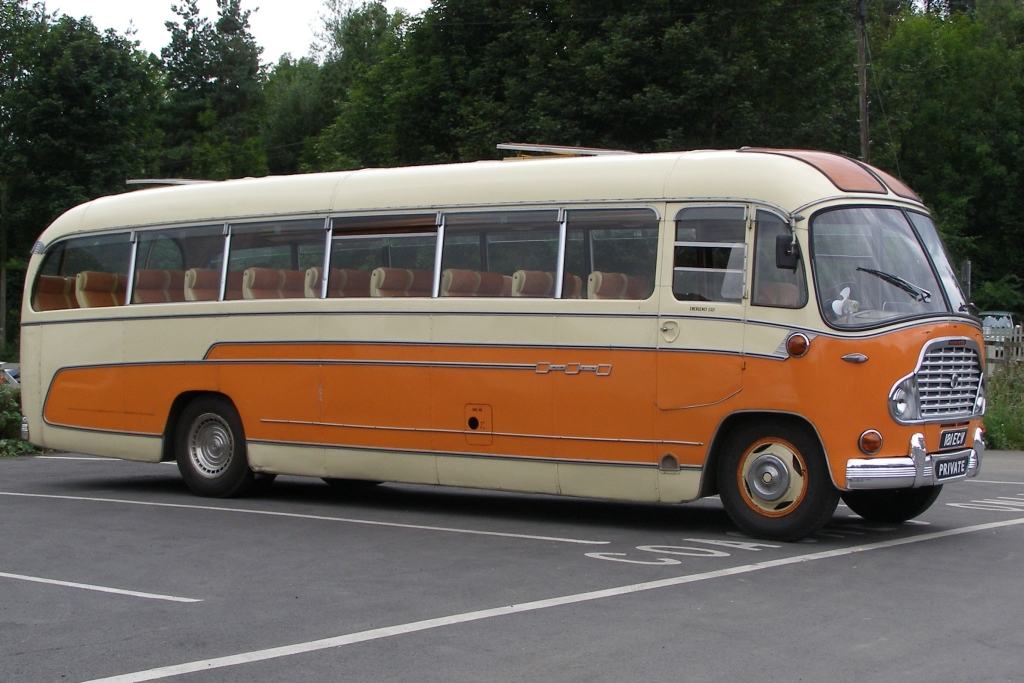
Bedford SB mit Super Vega-Aufbau von Duple
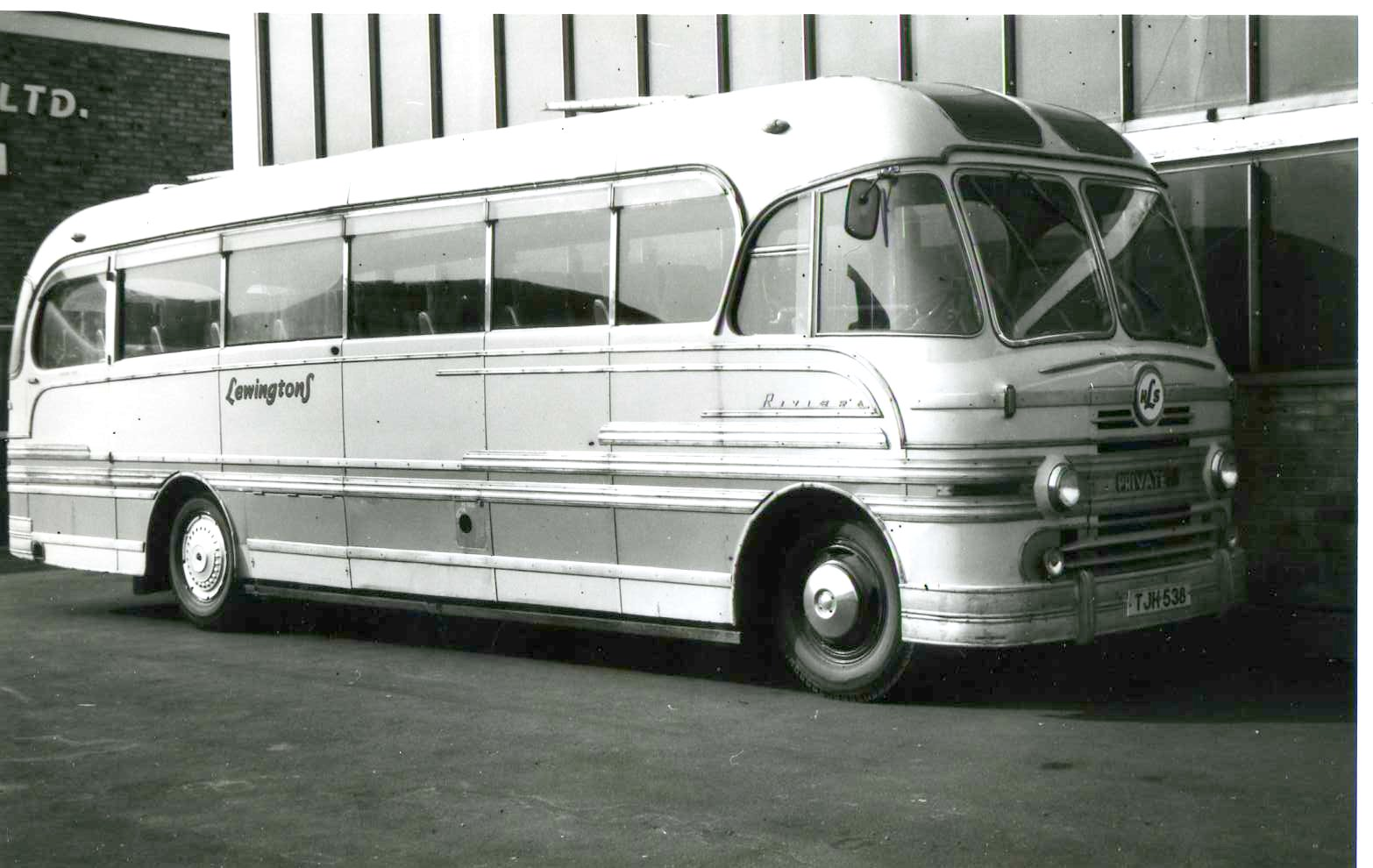
Bedford SB mit Riviera-Aufbau von Yeates
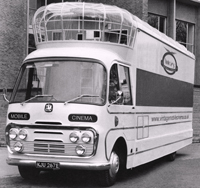
Bedford SB3 mit einem Aufbau als mobiles Kino von Plaxton, Baujahr 1967
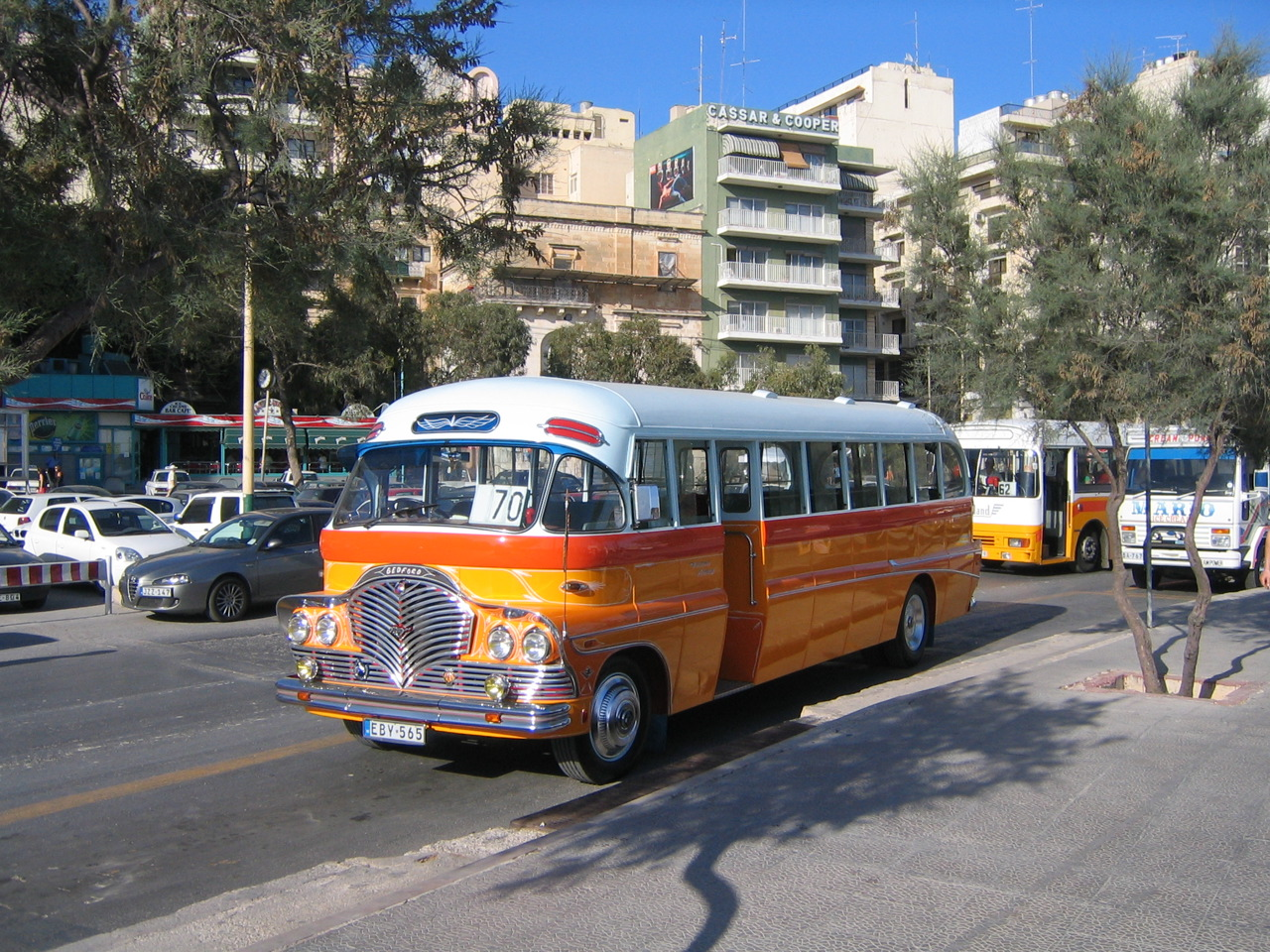
Bedford SB mit stark modifiziertem Super Vega-Aufbau von Duple auf Malta